# Hakan Barış
Hakan Barış (* 19. Januar 1994 in Bielefeld) ist ein deutsch-türkischer Fußballspieler. Er wird vorrangig als zentraler Mittelfeldspieler eingesetzt.

## Kindheit
Barış' Familie zog 1980 aus der zentralanatolischen Provinz Kırşehir nach Deutschland.
Beide Elternteile waren fußballbegeistert und förderten den jungen Barış sehr früh. So erhielt Barış seinen Vornamen Hakan, weil sein Vater ein Bewunderer von Hakan Şükür war.

## Karriere

### Verein
Ab der zweiten Hälfte der Saison 2009/10 spielte Barış für die B-Junioren der Arminia Bielefeld, wobei er in sieben Spielen zum Einsatz kam. In der Saison 2010/11 absolvierte er sieben Spiele und erzielte dabei vier Tore. Zum Ende der Saison 2010/11 spielte er ein Spiel für die A-Junioren der Arminia. Während der Saison 2011/12 spielte er drei Spiele für die gerade aus der Regionalliga in die NRW-Liga abgestiegene zweite Mannschaft der Arminia Bielefeld. Für die NRW-Liga war die Saison 2011/12 die letzte Saison vor ihrer Auflösung. Die Mannschaft der Arminia erreichte dabei den 5. Platz und konnte sich für die Saison 2012/13 für die Fußball-Oberliga Westfalen qualifizieren. In der Saison 2012/13 erreichten die A-Junioren als Neuaufsteiger in die U-19-Bundesliga West den siebten Platz, wobei Barış in siebzehn Spielen sieben Tore erzielen konnte.
Für eine Ablöse in Höhe von 25.000 Euro wechselte er zur Saison 2013/14 zum türkischen Verein Çanakkale Dardanelspor. Der Verein konnte seinen Platz in der TFF 2. Lig, der dritthöchsten türkischen Liga, als Aufsteiger nicht halten und steigt zur Saison 2014/15 in die TFF 3. Lig ab. 2014 wechselte er zu Manisaspor.
Nach dem Abstieg Manisaspors zum Sommer 2015 wechselte Barış für eine Ablösesumme von 327.000 € (327 Tsd. €) zum neuen Zweitligisten Göztepe Izmir. Nach dem Aufstieg mit Göztepe Izmir in die Süper Lig, wechselte Barış im Wintertransferfenster nach Giresunspor, in die zweite türkische Liga. Im Sommer 2018 wechselte Barış zu Adanaspor und spielte eine weitere Saison in der zweiten türkischen Liga.

## Nationalmannschaft
2013 spielte er mit der türkischen U-19-Nationalmannschaft drei Freundschaftsspiele gegen Norwegen, Schweden und Portugal.
Ab dem Frühling 2015 begann er auch für die Türkische U-21-Nationalmannschaft aufzulaufen.